# Dick Blau
Richard Miles Blau (* 14. September 1943) ist Fotograf, und Filmemacher, Medienwissenschaftler und  Professor an der University of Wisconsin–Milwaukee.

## Leben und Wirken
Dick Blau ist ein Sohn der Schauspielerin Beatrice Manley, sein biologischer Vater ist der Maler Albert Freedberg. Später wurde Dick von Theaterregisseur Herbert Blau adoptiert, der ihn ab dem 6. Lebensjahr aufzog. Mit seiner Langzeitbeziehung Jane Gallop, einer Professorin der University of Wisconsin-Milwaukee, hat er zwei Kinder.
1965 machte Dick Blau einen Bachelor an der Harvard University und 1973 einen Doktor in Amerikanistik an der Yale University.
Blau ist ein Professor im Bereich Film in der Peck School of the Arts an der University of Wisconsin-Milwaukee. Seine Fotografien und Filme wurden international ausgestellt und sind ein Teil von Museumsbeständen.
Seine Interessen beinhalten Porträts, Familiendynamik, Musik und Tanz, Gestik, Rituale und Feierlichkeiten.
Zusammen mit Robert Mapplethorpe, Sally Mann und Nancy Honey wurde Dick Blau als einer der besten modernen Fotografen von Kindern bekannt.